# 대구북비산초등학교
대구북비산초등학교(大邱北飛山初等學校)은 대한민국 대구광역시 서구 비산1동에 있는 공립 초등학교이다.

## 학교 연혁
- 1972-05-26 대구북비산초등학교 설립인가
- 1973-05-04 대구북비산초등학교 개교(20학급 400명)
- 1984-03-01 대구직할시 지정 특수학교 시범학교 2년간 운영
- 1996-03-01 교육부 지정 인성교육 시범학교 2년간 운영
- 1998-03-01 대구북비산초등학교 병설유치원 개원(학급 40명)
- 2006-03-01 북비산 창의마을 중심학교 운영(1년)
- 2006-03-31 교육복지 투자 우선지역 지정(5년)
- 2006-04-01 방과후학교 선도학교 지정(3년)
- 2006-10-01 교목변경(히말리야시다 → 은행나무)
- 2007-03-01 대구광역시교육청 지정 방과후학교 시범 운영(2년간)
- 2008-03-01 제14대 김효일 교장선생님 부임
- 2008-07-11 제13회 대구광역시장기정구대회 우승
- 2008-10-29 대구광역시교육청지정 방과후학교 시범학교 운영 공개
- 2008-11-08 제38회전국소체평가대회 정구3위, 육상1위, 배구3위
- 2008-11-12 대구광역시교육청 창의성교육실적물전시회 우수상수상
- 2008-12-24 대구광역시교육청 연구 시범학교 운영 우수상 수상
- 2008-12-29 대구광역시교육청 이러닝 활성화 우수교 수상
- 2008-12-30 전국 100대 교육과정 우수 학교 수상
- 2009-03-01 대구광역시소년체육대회 육상1위, 배구3위, 정구3위
- 2009-03-01 대구광역시교육청지정 방과후학교 거점학교 운영(1년)
- 2009-05-22 제5회 학부모와 함께 하는 합창 경연대회우수(교육장)
- 2009-05-26 제5회 학부모와 함께 하는 합주 경연대회우수(교육장)
- 2009-06-03 민속놀이 한마당 경연대회, 버금상(교육장)
- 2009-06-30 제29회 대구광역시 종별육상경기선구권대회 800M 1위
- 2009-09-11 제30회 전국시도대항육상경기대회 400m계주, 3위
- 2009-11-07 제39회 전국소체평가대회정구준우승,육상3위,배구3위
- 2009-12-23 대구광역시 교육청 방과후학교 운영 우수교 수상
- 2009-12-23 대구광역시교육청 1교1특색 창의성교육 우수학교수상
- 2009-12-25 2010학년도 교육계획 수립을 위한 워크숍 개최
- 2009-12-29 대구광역시 교육청 이러닝 활성화 우수교 수상
- 2009-12-30 대구광역시서부교육청 방과후학교 운영 우수교 수상
- 2010-02-10 제33회 졸업식(졸업생 141명, 총 졸업생12,944명)
- 2010-03-01 25(2)학급 편성
- 2010-04-03 2010 대구광역시 소년체육대회 배구 여초부, 3위 수상
- 2010-06-12 제9회 전국날뫼북춤경연대회, 은상 수상
- 2010-07-15 제30회 대구광역시 교육자료전시회, 우수상 수상
- 2010-08-14 제39회 전국소년체육대회정구남초부 단체전, 3위 수상
- 2010-09-01 제15대 김택한 교장선생님 부임
- 2011-03-01 23(2)학급 편성
- 2011-04-08 제26회 회장기 정구대회 남초부, 3위 수상
- 2011-05-18 제7회 서부 초등합창합주경연대회, 우수상 수상
- 2011-07-15 제16회 대구광역시장기 정구대회 남초부, 3위 수상
- 2011-09-17 제14회 대구광영시장배 배구대회, 3위 수상
- 2011-12-21 2011년도 학교평가, 최우수상 수상
- 2011-12-28 유공학교표창장(장학활동 및 특별활동) 수상
- 2012-03-01 20(2)학급 편성
- 2012-03-24 2012년 대구광역시 소년체육대회 정구부(남자초등부) 우승 수상
- 2012-08-31 제37회 대한민국 관악경연대회 은상 수상
- 2012-09-01 제16대 정활란 교장선생님 부임
- 2013-02-15 제36회 104명 졸업(총 졸업생 13,301명)
- 2013-03-01 19(2)학급 편성
- 2013-09-01 제16대 정활란 교장선생님 부임
- 2013-09-05 제38회 대한민국 관악경연대회 금상
- 2013-11-21 윈드오케스트라 창단연주회
- 2013-12-23 2013년 대구광역시 교육감지정 학교평생학습관 운영 우수학교 선정
- 2013-12-26 주제가 있는 학교특색경영 최우수 수상
- 2014-01-17 학교운동장 우레탄 공사 준공
- 2014-02-17 제38회 72명 졸업(총 13,447명)
- 2014-08-26 제39회 대한민국 관악경연대회 금상
- 2014-09-05 2014 1차 학교폭력 제로학교 표창장
- 2014-09-30 학교담장벽화사업 준공
- 2014-11-15 전국학교스포츠클럽대회 프리테니스 여초부 우승.
- 2014-12-16 대구e-스터디 활용 우수 수상
- 2014-12-31 제12회 100대 교육과정 우수학교 선정
- 2014-12-31 학교평가 최우수 수상
- 2015-08-26 제40회 대한민국 관악경연대회 최우수 수상